# Nächste Ausfahrt Glück – Familienbesuch
Nächste Ausfahrt Glück – Familienbesuch ist ein deutscher Fernsehfilm aus dem Jahr 2023. Die Erstausstrahlung erfolgte am 19. Februar 2023 im ZDF, nachdem er bereits eine Woche zuvor in der ZDF Mediathek verfügbar war. Der Film ist die fünfte Folge der im Rahmen der ZDF-Herzkino-Reihe ausgestrahlten Filmreihe Nächste Ausfahrt Glück.

## Handlung
Juri und Katharina haben eine Affäre miteinander und Juri beabsichtigt, mit Katharina nach Kanada auszuwandern. Gerade als Katharina dies ihrem Mann Georg und Juri seiner Freundin Sybille kundtun wollen, kehrt beider Sohn Paul aus Afrika zurück, begleitet von seiner schwangeren Verlobten Aya. Wenige Tage später reist auch Ayas Familie aus Ghana zur Hochzeit der beiden an. Ayas Verwandte reagieren irritiert auf die unkonventionellen Familienverhältnisse des Bräutigams, was zu einigen Verwicklungen führt. Am Ende findet die Hochzeit aber wie geplant statt.

## Hintergrund
Der fünfte und sechste Teil der Filmreihe wurden gemeinsam im Sommer 2022 im thüringischen Eisenach und Umgebung sowie in Berlin und Brandenburg gedreht. Die Szenen am See mit der Ruine eines Rettungsschwimmerturmes entstanden Anfang September 2022 am Nymphensee bei Brieselang.

## Rezeption

### Kritiken
TV Spielfilm nannte den Film einen "öden Culture Clash".
Rainer Tittelbach urteilte: "Was einen in „Familienbesuch“ (...) erwartet, sind allerdings nicht nur die aus Schwiegereltern-Komödien hinlänglich bekannten Peinlichkeiten und Fremdschäm-Momente. (...) Die Entwicklung der Handlung, dieses Auf und Ab, ist vor allem der Dramaturgie geschuldet, die solche Geschichten offenbar mitbringen müssen. In dem Drehbuch von Carolin Hecht aber lugt immer wieder auch die Ernsthaftigkeit der Ausgangs-Situation durch die Geschichte."

### Einschaltquoten
Die Erstausstrahlung des Films am 19. Februar 2023 im ZDF erreichte 4,32 Millionen Zuschauer, was dem Sender 14,0 Prozent Marktanteil bescherte.